# Schlegels vleermuisparkiet
De Schlegels vleermuisparkiet (Loriculus aurantiifrons) is een vogel uit de familie Psittaculidae (papegaaien van de Oude Wereld). De Nederlandse naam verwijst naar de Duits/Nederlandse ornitholoog Hermann Schlegel die de vogel in 1871 geldig heeft beschreven.

## Verspreiding en leefgebied
Deze soort is endemisch in Nieuw-Guinea en telt twee ondersoorten:
- L. a. aurantiifrons: Misool (nabij westelijk Nieuw-Guinea).
- L. a. meeki: Nieuw-Guinea.

## Status
De grootte van de populatie is niet gekwantificeerd maar de soort wordt omschreven als plaatselijk algemeen. Op de Rode lijst van de IUCN heeft deze soort de status niet bedreigd.